# Alexander Hildebrand
Alexander Hildebrand (* 24. Dezember 1921 in Tallinn; † 3. August 2005 in Stockholm) war ein schwedischer Schachkomponist. Er war ein bekannter Sammler von Schachbriefmarken.

## Schachkomposition
Seit 1938 publizierte Hildebrand mehr als 350 Schachkompositionen, darunter 150 Studien. 85 seiner Kompositionen erhielten Auszeichnungen, darunter 20 erste Plätze. Seine bevorzugten Themen waren der Albino, der Pickanniny und Bauernumwandlungen, bei Studien das positionelle Remis.
|   | a | b | c | d | e | f | g | h |   |
| 8 |   |   |   |   |   |   |   |   | 8 |
| 7 |   |   |   |   |   |   |   |   | 7 |
| 6 |   |   |   |   |   |   |   |   | 6 |
| 5 |   |   |   |   |   |   |   |   | 5 |
| 4 |   |   |   |   |   |   |   |   | 4 |
| 3 |   |   |   |   |   |   |   |   | 3 |
| 2 |   |   |   |   |   |   |   |   | 2 |
| 1 |   |   |   |   |   |   |   |   | 1 |
|   | a | b | c | d | e | f | g | h |   |

Lösung:

Nach der Verführung 1. Sa4? wäre Lb3? falsch wegen 2. Txc3 Lxa4 3. Td3+ und mit diesem Spieß gehen Springer und Partie verloren. Aber nach dem Zwischenschach 1. … Lc4+! 2. Kf2 funktioniert die Läufergabel Lb3 3. Txc3 Lxa4 und Weiß kommt über ein Remis nicht hinaus. Deshalb besser:

1. Sb2–d1! Lg8–b3

2. Tc2xc3 Lb3xd1+

3. Ke2–d2 Sd8–f7 Es drohte sowohl Td2+ als auch Tc8. Ganz gleich, wohin der Springer zieht, die weißen Figuren dominieren den Läufer.

4. Tc3–a3 Ld1–h5

5. Ta3–a4+ Kd4-~5

6. Ta4–a5+ Mit diesem Spieß gehen Läufer und Partie verloren.

oder

3. … Sd8–b7
4. Tc3–h3 Ld1–g4

5. Th3–h4 der gefesselte Läufer ist nicht zu retten.

oder

3. … Sd8–e6
4. Tc3–h3 Ld1–a4

5. Th3–h4+ Echo. Wieder wird durch einen Spieß der Läufer erobert.

## Redakteur
Hildebrand war Journalist. Von 1956 bis 1961 war er Redakteur der Studienabteilung der Zeitschrift Tidskrift för Schack. 1966 bis 1974 war er Studienredakteur der Zeitschrift Stella Polaris.

## Titel
Im Jahr 1956 wurde Hildebrand Internationaler Schiedsrichter für Schachkompositionen und 1977 verlieh ihm der Weltschachbund FIDE den Titel Internationaler Meister für Schachkompositionen. Hildebrand war Delegierter von Estland und später von Schweden in der Ständigen Kommission für Schachkomposition bei der FIDE (PCCC).

## Werke (Auswahl)
- Alexander Hildebrand: Studier af Axel Ericsson, 1982
- Alexander Hildebrand, Friedrich Chlubna: Paul Keres der Komponist., Friedrich Chlubna, Wien, 1999